# Белосельское княжество
Белосе́льское кня́жество — русское удельное княжество под управлением одной из ветвей династии Рюриковичей.

## История
Небольшое феодальное владение, выделившееся из Белозерского княжества в начале XV века. В XIX колене от Рюрика жил князь Гаврила Фёдорович Белозерский, владением которого было Белое село в Пошехонском уезде, и потому он принял наименование Белосельский, переданное его потомкам (с начала XIX века — Белосельские-Белозерские).